# Rosslyn (Metro de Washington)
Rosslyn es una estación en las líneas Azul, Plata y Naranja del Metro de Washington, administrada por la Autoridad de Tránsito del Área Metropolitana de Washington. La estación se encuentra localizada en 1850 North Moore Street en Arlington, Virginia. La estación Rosslyn fue inaugurada el 1 de julio de 1977.

## Descripción
La estación Rosslyn cuenta con 2 plataformas laterales. La estación también cuenta con 0 de espacios de aparcamiento, 20 espacios para bicicletas y con  casilleros.

## Conexiones
La estación es abastecida por las siguientes conexiones de autobuses: 
- Rutas del MetroBus, Arlington Transit y DC Circulator